# Casa de piedra

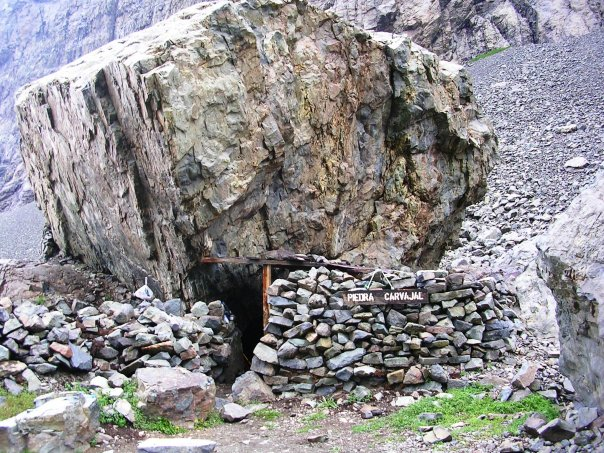
Casa Piedra Carvajal en el Santuario de la Naturaleza Yerba Loca.

Las casas de piedra son construcciones presentes en la cordillera de los Andes, en Chile y Argentina, relacionadas con culturas prehispánicas.

## Descripción
En torno a una roca desprendida de los contrafuertes cordilleranos, los antiguos habitantes de esta zona hacían habitaciones completando los aleros que restaban con murallas de piedra. Estas casas de piedra son parte integrante del paisaje precordillerano de la Argentina y del Chile central.

## En Chile
Al parecer las primeras construcciones estuvieron en relación con la Cultura Aconcagua en los inicios de la era cristiana. Posteriormente estas construcciones fueron ocupadas por sucesivas culturas e individuos. Cada valle tenía una o dos de estas construcciones. En las quebradas adyacentes a San Carlos de Apoquindo existen otras construcciones similares. En el Valle del Río Olivares, se encuentra la Casa Piedra Río Olivares, construcción del período agroalfarero intermedio tardío (900-1536). Del Período Llolleo también se encuentran edificaciones. De este período también se encontraron túmulos rocosos o casas de piedra, en el borde e interior precordillerano, como en la Dehesa y El Arrayán de la cuenca del Mapocho, o Estero Cabeza de León o El Manzano, en el Cajón del Maipo.

### Casa de Piedra Carvajal
En lugares como el Santuario de la naturaleza Yerba Loca, aparece este tipo de construcciones que incluso reciben nombre propio como la Casa de Piedra Carvajal. Aproximadamente a 6 h de caminata hacia el interior de Villa Paulina, se encuentra este refugio de arrieros que presenta ocupaciones desde las culturas prehispánicas , usado frecuentemente por los andinistas que se dirigen al glaciar.

### Casa Piedra Farellones

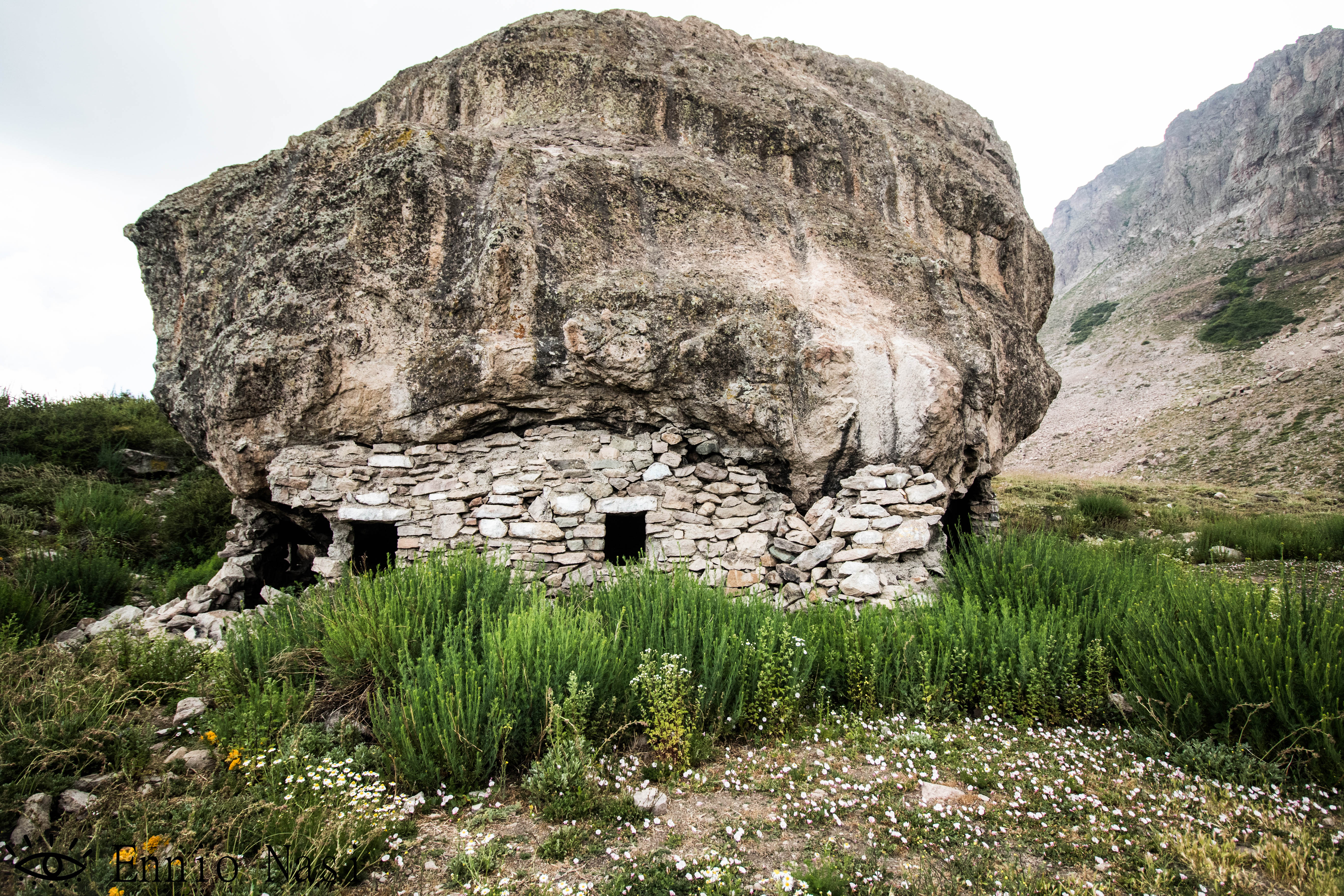
Casa aparentemente de la cultura Aconcagua, Farellones

Un poco más arriba y al sur de la Casa de Piedra Carvajal se encuentra la Casa Piedra Farellones, en el camino entre Farellones y Valle Nevado. En Farellones , al final de la Cancha de los Tontos y en la vera del camino a Valle Nevado esta la Casa de Piedra, de ignotos orígenes, y usada por arrieros y turistas para acampar. Esta casa puede haber sido usada desde la Cultura Aconcagua (900-1536).
En las áreas de precordillera y cordillera, tanto de la costa como de Los Andes, encontramos a la población Aconcagua ocupando cuevas y aleros, las conocidas casas de piedra, que los arrieros siguen utilizando en la actualidad. La permanencia en este ambiente, breve y confinada a la estación estival, se orientaba a la caza o apresamiento de guanacos. Actividad complementaria era la extracción de materias primas líticas de calidad para la elaboración de sus herramientas.

### Casa Piedra Cerro Culetrén
En el cerro Gulutrén o Culechén localizado frente a la ciudad de Peumo (antiguamente pueblo de indios de Peomo), que ha sido objeto de leyendas que lo asocian con el demonio y el cerro Tren Tren en la comuna de Doñihue.
Este último de altura máxima 951 m.s.m., está situado en las inmediaciones del rio Cachapoal. En él se encontraron en el año 1989, en un farellón rocoso conocido como “Piedra Larga”, “Casa de Piedra de don Ponce” o “Casa de Cabras”, a 400 metros sobre el nivel del valle y en la ladera suroriente de dicho cerro, restos óseos de cuatro niños de edades estimadas entre 9 meses y 9 años de edad, con una ofrenda que consistía en 10 vasijas de greda, conchas, tejido animal, cordelería, cuentas de collar, textiles y vegetales, que muestran influencias de origen incaico y de tradición indígena tardía local.

### Casa Piedra Las Quiscas
En La Dehesa se encontraba la Casa de Piedra Las Quiscas, datada en el período agroalfarero intermedio tardío. Puede clasificarse como un campamento de paso hacia las vegas del Cordón de los Españoles.

## En Argentina
Hay una serie de estudios y hallazgos de casas de piedra en el lado argentino de la Cordillera central , sobre todo en la zona de La Pampa.